# Ущерпье
Ущерпье — село в Клинцовском районе Брянской области в составе Рожновского сельского поселения.

## География
Находится в западной части Брянской области на расстоянии приблизительно 23 км на запад по прямой от вокзала железнодорожной станции Клинцы на правом берегу реки Ипуть.

## История
Впервые упоминалось в 1715 как владение Ивана Лаврентьевича Бороздны, оставившего село в наследство дочерям — Анне Рагузинской и Агафье Стахович. Позднее во владении генерального судьи Лысенка, 
Дата основания села Ущерпье неизвестна. Разбирая церковь в селе в 1939-1940 годах, под фундаментом люди нашли две пластины (одну цинковую, а другую бронзовую), на которых было написано, что "церковь построена в 1777 году в селе Рангово на реке Ущерпке.
В 1777 году пожаловано Завадовскому и далее сохранялось во владении его потомков. Имелась деревянная Никольская церковь (не сохранилась). До 1781 входило в Новоместскую сотню Стародубского полка. С XIX века село было известно производством изразцов. В 1859 году (село Суражского уезда Черниговской губернии) село Ущерпье на реке Ипуть имело 340 дворов, проживало 2043 человека (мужского пола 966 человек, а женского — 1077 человек), был кафельный завод.
Списки населенных мест Российской империи, составленные и издаваемые Центральным статистическим комитетом Министерства внутренних дел. - СПб. : изд. Центр. стат. ком. Мин. внутр. дел, 1861-1885.
Вып. 48 : Черниговская губерния : ... по сведениям 1859 года / обраб. Н. Штиглицом ; сост. и изд. Центр. стат. ком. М-ва внутр. дел. - 1866. - LX, 229 с.
, в 1892 (тогда местечко)—506 дворов.

## Население
Численность населения: 2043 человека (1859), 5764 человека (1892), 1016 человека (2002), 1004 человека (2010), 1003 человека (2013), 737 человек (2023).